# Łzawnica (roślina)
Łzawnica (Coix L.) – rodzaj roślin należący do rodziny wiechlinowatych. Należą do niego trzy lub cztery gatunki. Występują one w tropikalnej Azji.

## Systematyka
Pozycja systematyczna

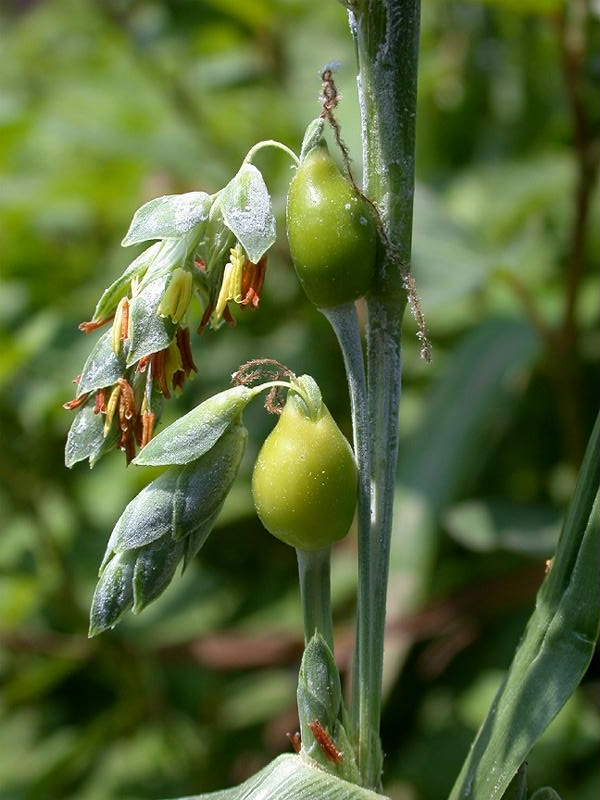
Kwiatostan łzawnicy ogrodowej

Rodzaj należący do rodziny wiechlinowatych (Poaceae). W obrębie rodziny należy do podrodziny wiechlinowych (Pooideae), plemienia Poeae, podplemienia Phalaridinae.
Wykaz gatunków
- Coix aquatica Roxb.
- Coix gasteenii B.K.Simon
- Coix lacryma-jobi L. – łzawnica ogrodowa